# 解放日 (阿爾巴尼亞)

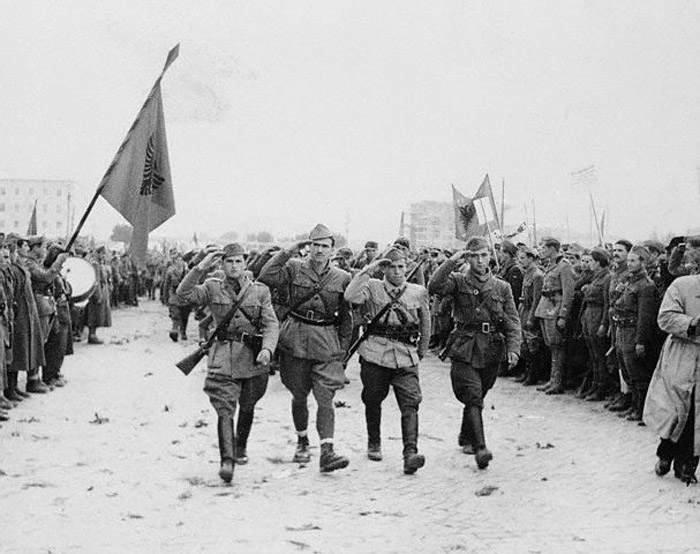
1944年11月20日，游擊隊士兵於地拉那街頭游行慶祝

解放日  為阿爾巴尼亞公共假日，紀念1944年11月29日全國解放，脫離納粹德國佔領。解放日與獨立日（11月28日）僅相差一日。

## 背景
1939至1943年間，意大利佔領阿爾巴尼亞。1943年意大利投降後，納粹德國佔領該國，取代意方佔領政府。為避免游擊分子趁機奪取控制權，德軍派遣傘兵迅速佔據首都地拉那，進而將抵抗勢力趕入南部山郊。德軍其後建立傀儡政權，並獲得阿尔巴尼亚國民陣線支持。
於1944年，阿爾巴尼亞抵抗運動發動攻勢，並於11月29日解放地拉那。11月29日，全國解放。

## 紀念

### 社会主义时代
1950年代起，解放日成爲阿爾巴尼亞社會主義人民共和國重要節日，並於地拉那的國家烈士大道（Bulevardi Dëshmorët e Kombit）舉行閲兵。

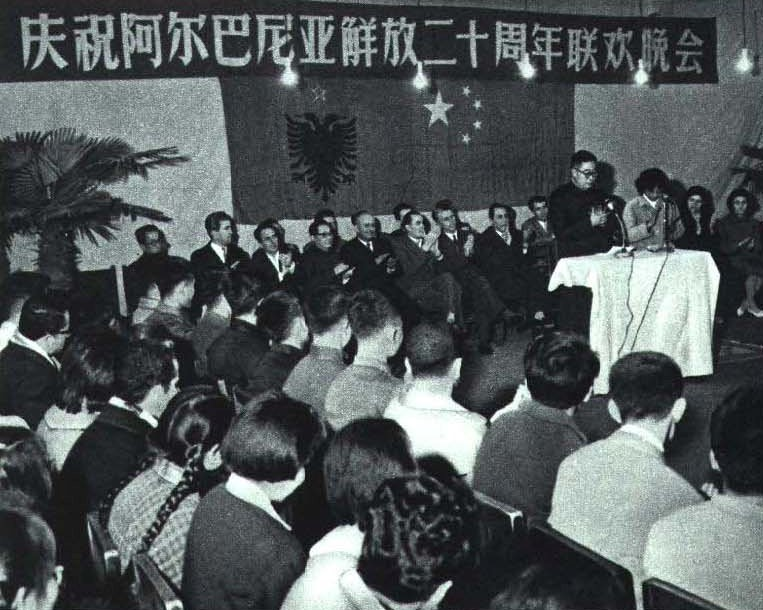
1964年，北京大學舉行解放日二十周年慶祝活動

1950至60年代，海外阿僑會於北京大學和金日成大學等社會主義國家大學趁解放日之際舉行文化交流活動。

### 现代
每年，阿爾巴尼亞總統及其他政府高官均會到國家烈士墳場獻上花圈。
於2014年，國防部舉行閲兵，慶祝阿爾巴尼亞解放80周年。